# Roger Willie
Roger Willie (* 1964 in New Mexico) ist ein US-amerikanischer Schauspieler aus dem Stamm der Navajo.

## Leben
Willie wuchs im, nach anderen Quellen außerhalb, des Navajo Nation Reservation auf und erwarb einen Bachelor-Abschluss in Kunst am Fort Lewis College in Durango (Colorado). Nach seinem Kriegseinsatz im Zweiten Golfkrieg diente er insgesamt vier Jahre lang in der Eliteeinheit der 82nd Airborne Division und besuchte bis 1995 das Pembroke College der University of North Carolina, einer 1887 gegründeten Bildungseinrichtung zur Ausbildung von Lehrern für öffentliche Schulen der amerikanischen Ureinwohner.
Im Frühjahr 2002 feierte Willie ohne schauspielerische Erfahrung oder Ausbildung sein Leinwanddebüt in John Woos Kriegsfilm Windtalkers, der auf dem Navajo-Code basiert und die militärischen und nachrichtentechnischen Leistungen seines Stammes würdigt.
2004 schloss er seinen Master in American Indian Studies an der University of Arizona in Tucson ab und unterrichtete anschließend Fußball an der Thoreau High School in Thoreau (New Mexico).
Willie lebt mit seiner Frau Teresa aus dem Stamm der Lumbee und den beiden Söhne Seattle und Jodi in Tucson, Arizona. Er spricht fließend Navajo und ist Kunstmaler.

## Filmografie
- 2002: Windtalkers
- 2002: Adaption – Der Orchideen-Dieb
- 2008: Lost Stallions: The Journey Home